# Henryetta
Henryetta è una città degli Stati Uniti, situata nello Stato dell'Oklahoma, nella Contea di Okmulgee.